# Саутвелл, Роберт (дипломат)
Сэр Роберт Саутвелл (англ. Robert Southwell, 1635—1702) — британский дипломат и общественный деятель. Занимал посты государственного секретаря по Ирландии и президента Королевского общества.

## Биография
Роберт Саутвелл родился около Кинсейла в графстве Корк (ныне — Ирландия). Его родителями были Роберт Саутвелл (1608—1677) и Хелен, дочь майора Роберта Гора, из Шеретона, Уилтшир. Семья Саутвелл обосновалась в Ирландии несколькими поколениями ранее, а Роберт Саутвелл-старший стал таможенным служащим в Кинсейле в 1631 году. Во время гражданской войны в Англии Саутвелл-старший был сторонником роялистов, что создавало для него угрозу. Возможно, именно поэтому в 1650 году он отправил сына на учёбу в Крайстчерч (Англия), после чего Роберт-младший окончил Куинз-колледж в Оксфорде, где получил степень бакалавра в 1655 году. С 1659 по 1661 годы Саутвелл-младший путешествовал по Европе, вращаясь в кругах европейских интеллектуалов. По возвращении в Англию избран членом Королевского общества в 1662 году.
Отец Роберта хотел, чтобы сын имел работу, которая бы удерживала его в Ирландии. Саутвелл-младший получил должность секретаря Комиссии по ценам в 1664 году и в том же году женился на дочери сэра Эдварда Деринга, 2-го баронета. Приданое жены (1500 фунтов стерлингов) дало возможность Саутвеллу получить пост одного из четырёх секретарей Тайного совета. В 1667 году подал в отставку с должности секретаря Комиссии по ценам.
Благодаря знанию языков Саутвелл проявил себя на дипломатической службе. В ноябре 1665 года он был направлен эмиссаром в Португалию, а перед отъездом посвящён в рыцари. За время своей миссии способствовал заключению мирного договора между Испанией и Португалией, который был подписан в феврале 1668 года. После непродолжительного возвращения в Англию он был вновь направлен в Португалию ещё на год.
В октябре 1671 года Саутвелл был направлен послом в Брюссель, а по возвращении в Англию в 1673 году был избран в парламент; с 1671 был также комиссаром по акцизам. Вновь занял пост секретаря Комиссии по ценам, а также стал заместителем своего отца в качестве вице-адмирала Манстера.
Во время так называемого папистского заговора Саутвелл был вынужден дать показания на суде над Эдвардом Коулменом, которого оклеветал Титус Оутс, и продал свою должность секретаря Тайного Совета в 1679 году. Сохранив своё влияние при дворе Карла II, Саутвелл весной 1680 года был назначен посланником к курфюрсту Бранденбурга Фридриху Вильгельму с целью создания союза против Франции. Это способствовало его службе при дворах Вильгельма Оранского и курфюрста Ганновера Эрнста Августа, но замыслы Карла II не были осуществлены. В 1685 году Саутвелл был вновь избран в парламент.
После «славной революции» и вступления на английский престол Вильгельма Оранского и Марии II Саутвелл в 1690 году получил должность государственного секретаря по Ирландии и занимал её до своей смерти. В 1690 году он был также избран президентом Королевского общества, и занимал на этот пост до 1695 года. Также занимал должность таможенного комиссара с 1689 по 1697 годы. Умер 11 сентября 1702 года в своём имении Кингс-Уэстон-Хаус под Бристолем, похоронен в церкви в Хенбери, Глостершир.

## Семья
Саутуэлл женился в 1664 году на Элизабет, старшей дочери сэра Эдварда Деринга из Сурренден-Деринга, Кент. У них было двое сыновей — Руперт (1670—1678) и Эдвард Саутвелл, унаследовавший пост государственного секретаря по Ирландии; четыре дочери — Хелен, Элизабет, Мэри и Кэтрин.